# کروزنفلده
کروزنفلده (به آلمانی: Krusenfelde) یک شهر در آلمان است که در فرپومرن-گرایفسوالد واقع شده‌است. کروزنفلده ۱۷۳ نفر جمعیت دارد.